# Andrew Tate
Emory Andrew Tate III (Washington, 1º dicembre 1986) è un ex kickboxer e imprenditore statunitense con cittadinanza britannica.

## Biografia
È figlio dello scacchista e sergente dell'aeronautica statunitense Emory Tate. È quattro volte campione del mondo di kickboxing ISKA, una volta campione di Enfusion Live e attuale commentatore del Real Xtreme Fighting, nonché il più grande promotore di MMA in Romania.
Dopo la sua carriera da kickboxer, Tate ha cominciato a offrire corsi a pagamento e abbonamenti tramite il suo sito e ha accresciuto la sua fama come influencer. Nell'agosto 2022, a seguito di molte polemiche, critiche e di una campagna online che chiedeva un deplatform, è stato bannato permanentemente da Instagram, Facebook, TikTok e YouTube a causa dei suoi contenuti misogini, sessisti, razzisti e abilisti, che comprendevano anche istigazione alla violenza e colpevolizzazione della vittima (victim blaming) verso le vittime di violenza sessuale. A questo proposito un portavoce di Meta ha dichiarato che Tate è stato bannato per aver violato le loro policy riguardo a "persone e organizzazioni pericolose". Dopo ciò, l'ex kickboxer ha deciso di eliminare anche il suo account Twitch.
Per poter continuare la carriera da influencer, Tate si è spostato sulla piattaforma di video Rumble e su Gettr, pubblicando un video nel quale dichiarava di ritenere il suo ban ingiusto e sleale, senza chiarire pubblicamente la sua posizione. Nell'ottobre del 2022 ha annunciato, sempre su Gettr, la propria conversione all'Islam.

## Controversie legali
Nel corso degli anni Andrew col fratello Tristan ha ricevuto condanne  per evasione fiscale e accuse di sequestro di persona, traffico di esseri umani e sfruttamento della prostituzione da parte dei pubblici ministeri della Romania e Regno Unito.

### Romania
L'11 aprile 2022 la polizia rumena ha fatto irruzione in casa sua con l'accusa di sequestro di persona e traffico di esseri umani, mentre il 27 aprile è stato chiarito che nessuno è stato arrestato o accusato formalmente ma che l'investigazione è ancora in corso.
Il 29 dicembre è stato arrestato dalla polizia rumena, insieme al fratello Tristan ad altre persone, con l'accusa di sequestro di persona e sfruttamento della prostituzione; i giorni immediatamente precedenti, un sarcastico scambio di tweet con l'attivista Greta Thunberg aveva avuto risalto internazionale.
La stampa ha rivelato che, secondo Direcția de Investigare a Infracțiunilor de Criminalitate Organizată și Terorism (Diicot) e i pubblici ministeri rumeni, lui e il fratello avrebbero raggirato delle donne seducendole e fingendo di volere una relazione romantica. Le vittime sarebbero state poi portate in proprietà alla periferia di Bucarest, dove sarebbero state costrette attraverso la violenza fisica, l'intimidazione psicologica e la coercizione a produrre pornografia altamente redditizia per i siti di social media. L'indagine è stata avviata dopo che uno dei fratelli avrebbe stuprato una delle vittime di tratta nel marzo 2022. I pubblici ministeri hanno identificato sei presunte vittime. Entrambi i fratelli hanno negato le accuse.
All'inizio di gennaio, un tribunale rumeno ha respinto la sua richiesta di rilascio, stabilendo che deve rimanere in custodia per 30 giorni, mentre le indagini sulla criminalità organizzata continuano. È stato riconosciuto il pericolo della fuga, per il suo possibile trasferimento all'estero in caso di liberazione, vista la sua grande capacità economica.
Il 14 gennaio 2023 le autorità rumene hanno sottoposto a sequestro diversi suoi beni, 15 veicoli di lusso e più di 10 proprietà immobiliari nell'ambito delle indagini per i reati di traffico di esseri umani, stupro e associazione a delinquere per lo sfruttamento della prostituzione. I beni sono stati sequestrati per evitare l'occultamento e per aiutare a pagare le indagini e per risarcire i danni alle vittime nel caso di condanna.
Il 31 marzo 2023 la Corte d'Appello di Bucarest ha ordinato di far scontare l'ultimo periodo di custodia cautelare ponendo i due fratelli agli arresti domiciliari, in attesa di un processo definitivo. Il 4 agosto dello stesso anno Andrew Tate e il fratello Tristan sono stati rilasciati dagli arresti domiciliari con la condizione di non poter uscire dalla Romania fino al 2 ottobre, dovendo quindi rimanere per 60 giorni in libertà vigilata.

### Regno Unito
L'11 marzo 2024 Andrew e Tristan Tate sono stati arrestati a Bucarest dopo che il comando di polizia del Bedfordshire nel Regno Unito ha ottenuto un mandato di arresto in Romania per i fratelli nell'ambito di un'indagine su accuse di stupro e traffico di esseri umani. Un giudice rumeno ha stabilito che i fratelli potranno essere estradati solo dopo la conclusione del loro processo nel Paese sempre per l'accusa di traffico di esseri umani in Romania.
Nel dicembre 2024 un tribunale del Regno Unito ha stabilito che i fratelli Tate verranno multati per una cifra di più di 2 milioni di sterline (2,4 milioni di dollari) per evasione fiscale riguardanti 21 milioni di sterline di entrate derivanti dalle loro attività online.
Il 28 maggio 2025 i pubblici ministeri britannici hanno autorizzato 21 capi d'accusa contro i fratelli Tate, dichiarando di aver autorizzato le accuse contro i due uomini prima che venisse emesso un mandato di estradizione nel 2024 dal pubblico ministero rumeno. La proceduta della Procura è stata avviata a seguito di alcuni fascicoli con prove per le accuse presentate alla polizia del Bedfordshire avvenute nel Regno Unito riguardanti tre presunte vittime, tra cui stupro e lesioni personali effettive, traffico di esseri umani e sfruttamento della prostituzione a scopo di lucro.

## Misoginia e controversie
Andrew Tate ha apertamente dichiarato di essere misogino. Nel 2016, dopo sei giorni nel programma Big Brother UK, l'uomo è stato allontanato dalla produzione a seguito della comparsa online di un video che sembrava mostrarlo mentre aggrediva una donna.